# Municipio Francisco de Miranda (Anzoátegui)
Francisco de Miranda es uno de los 21 municipios que forman parte del Estado Anzoátegui, Venezuela. Está ubicado al sur de dicho Estado, tiene una superficie de 5 334 km² y una población de 51 618 habitantes (2023). El Municipio Miranda está dividido en cuatro parroquias, Atapirire, Boca del Pao, EL Pao y Pariaguán. Su capital es Pariaguán.

## Geografía

### Organización parroquial
1. Atapirire
2. Boca del Pao
3. El Pao
4. Pariaguán

## Política y gobierno

### Alcaldes
| Período                            | Alcalde               | Partido político / Alianza | % de votos no te interesa | Notas |
| ---------------------------------- | --------------------- | -------------------------- | ------------------------- | --- |
| 1989 - 1992                        | Inés Pérez de Narvaéz | AD                         | 51,73                     | Primer alcalde bajo elecciones directas |
| 1992 - 1995                        | Luis Evans            | AD                         | 48,12                     | Segundo alcalde bajo elecciones directas |
| 1995 - 2000                        | Miguel Caballero      | Copei                      | -                         | Tercer alcalde bajo elecciones directas (se realizaron elecciones generales adelantadas en el 2000 debido a la aprobación de la Constitución de 1999) |
| 2000 - 2004                        | Lorenzo Rondón        | MAS                        | 51,59                     | Cuarto alcalde bajo elecciones directas |
| 2004 - 2008                        | Lorenzo Rondón        | MAS                        | 46,86                     | Reelecto |
| 2008 - 2013                        | Tomas Bello           | PSUV                       | 61,28                     | Quinto alcalde bajo elecciones directas (se postergan 1 año las elecciones municipales pautadas para finales del 2012)                                |
| 2013 - 2017                        | Tomas Bello           | PSUV                       | 62,13                     | Reelecto |
| 2017 - 2021                        | Ángel Vásquez         | PSUV                       | 59,79                     | Sexto alcalde bajó elecciones directas |
| 2021 - 2025                        | Ángel Vásquez         | PSUV                       | 81,95                     | Reelecto |
| Fuente: Consejo Nacional Electoral |                       |                            |                           | |

### Concejo municipal
Periodo 2021 - 2025
| Concejales:       | Partido político / Alianza |
| ----------------- | -------------------------- |
| Gerardo Hernández | PSUV                       |
| Arelis Almea      | PSUV                       |
| Dulce Salas       | PSUV                       |
| Amilca Torres     | PSUV                       |
| Ines Gimon        | PV                         |
| Luis Torres       | PV                         |
| Luis Mayaguare    | (Representación indígena)  |

## Poderes Públicos del Municipio Francisco de Miranda

### 1.- Poder Ejecutivo
Representando por el alcalde Ángel Vásquez (electo para el periodo 2018-2021).

### 2.- Poder Legislativo
Representando por el Concejo Legislativo (electo para el periodo 2013-2017).
Concejo Legislativo (2013-2017)
| Concejales       | Partido político / Alianza |
| Ángel Leota      | PSUV                       |
| Alejandro Gamboa | PSUV                       |
| Douglas Martínez | PSUV                       |
| Jesús Salazar    | PSUV                       |
| Cruz Ruiz        | PSUV                       |
| Pascual Barrios  | MUD                        |
| José Barrios     | Representante Indígena     |

El Concejo Legislativo se organiza mediante la elección de una Directiva integrada por tres de sus siete concejales, proceso que se lleva a cabo anualmente hasta completar el período constitucional correspondiente.
La Directiva es designada para un período de funciones de un año, durante el cual se eligen los cargos de presidente, primer vicepresidente y segundo vicepresidente, entre los concejales electos y juramentados por el Consejo Nacional Electoral (CNE).
Motivado al retraso de las elecciones nacionales de concejales se mantiene la lista de concejales electos del periodo 2013-2017 para el año en ejercicio 2018, la Directiva del Concejo Legislativo a la fecha está conformada por:
| Concejales             | Partido político / Alianza | Cargo en la Directiva |
| Abogado Jesús Salazar  | PSUV                       | Presidente            |
| T.S.U. José Barrios    | Representante Indígena     | 1.er Vicepresidente   |
| Licenciado Ángel Leota | PSUV                       | 2.º Vicepresidente    |

### 3.- Poder Judicial
El Poder Judicial está representado por la jueza abogada Dianelis Beltrán, acompañada por la secretaria abogada Oleida Páez, el alguacil Oscar Hernández, y las asistentes abogada Sabiana Guzmán y abogada Virginia Cardoso. Su sede corresponde al Tribunal de Municipio Ordinario y Ejecutor de Medidas de la Suscripción Judicial del estado Anzoátegui.
Este tribunal tiene competencia en las áreas civil y penal (con atención especial a causas de niños y adolescentes), mercantil y de tránsito, y está adscrito a la Dirección Ejecutiva de la Magistratura (DEM) del estado Anzoátegui, así como al Tribunal Supremo de Justicia (TSJ).

### 4.- Poder Electoral
El Poder Electoral está representado por la coordinadora municipal del CNE, abogada María Elena Lozano Lara, cuya sede se encuentra en la oficina del Consejo Nacional Electoral municipal.
Durante los procesos electorales, la Coordinación Municipal del CNE habilita una plataforma electoral temporal para el desarrollo de las jornadas comiciales.
El municipio está dividido en dos circunscripciones electorales para la elección de concejales:
- En la circunscripción 1 se eligen cinco concejales, en representación de la parroquia Pariaguán.
- En la circunscripción 2 se elige un concejal, que representa a las parroquias Atapirire, Boca del Pao y El Pao.
- Adicionalmente, se elige un concejal indígena, en representación de las comunidades de Santa Cruz de Cachipo (parroquia El Pao), Los Monos y Albarical (ambas en la parroquia Boca del Pao).

Para el periodo 2013-2017 fueron adjudicados los concejales:
| Concejales       | Circunscripción        |
| Ángel Leota      | 1                      |
| Alejandro Gamboa | 1                      |
| Douglas Martínez | 1                      |
| Jesús Salazar    | 2                      |
| Cruz Ruiz        | 1                      |
| Pascual Barrios  | 1                      |
| José Barrios     | Representante Indígena |

### 5.- Poder Ciudadano
Representado por el profesor y técnico en seguridad y orden público Heriberto Bello en la sede de Seguridad y Convivencia Ciudadana.